# PR-511
A Rodovia PR-511 é uma estrada pertencente ao governo do Paraná que liga as cidades de Quitandinha (entroncamento com a BR-116) e Contenda (entroncamento com a BR-476 e PR-510), na região metropolitana de Curitiba.

## Trechos da Rodovia
A rodovia possui uma extensão total de aproximadamente 20,3 km em seu único trecho, conforme listado a seguir:
| Início do Trecho                   | Final do Trecho                        | Extensão | Situação        |
| ---------------------------------- | -------------------------------------- | -------- | --------------- |
| Entroncamento BR-116 (Quitandinha) | Entroncamento BR-476/PR-510 (Contenda) | 20,3 km  | Não pavimentado |

Extensão pavimentada: 0,0 km (0,00%)

## Municípios atravessadas pela rodovia
- Quitandinha
- Lapa
- Contenda